# Akita americano
Akita americano[Nota] (em inglês:  American akita), também conhecida como Grande cão japonês, é uma raça canina oriunda dos Estados Unidos. Ligada ao Akita inu de origem japonesa, foi um dia considerada parte da mesma raça. Famosos por serem cães de briga no Japão, os Akitas eram considerados os melhores, até os tosa serem cruzados com cães europeus, tradicionalmente maiores. 
Com as rinhas proibidas, os Akitas Inu foram transformados em monumento nacional no Japão. Cruzados com pastores-alemães, foram então promovidos a animais de guarda. Após a Segunda Guerra Mundial, após a raça chegar aos EUA, começou a se formar um novo tipo de akita, que culminou no Akita americano, um cão muito mais robusto e com ossos mais pesados e cores diferenciadas em comparação com o Akita Inu original. Fisicamente os Akitas americanos, podem chegar a medir 71 cm na altura da cernelha. Hoje, apenas o American Kennel Club e o Canadian Kennel Club consideram o Akita americano e Akita Inu como a mesma raça. As demais entidades, à exemplo da FCI, as registram como raças separadas.

## Galeria

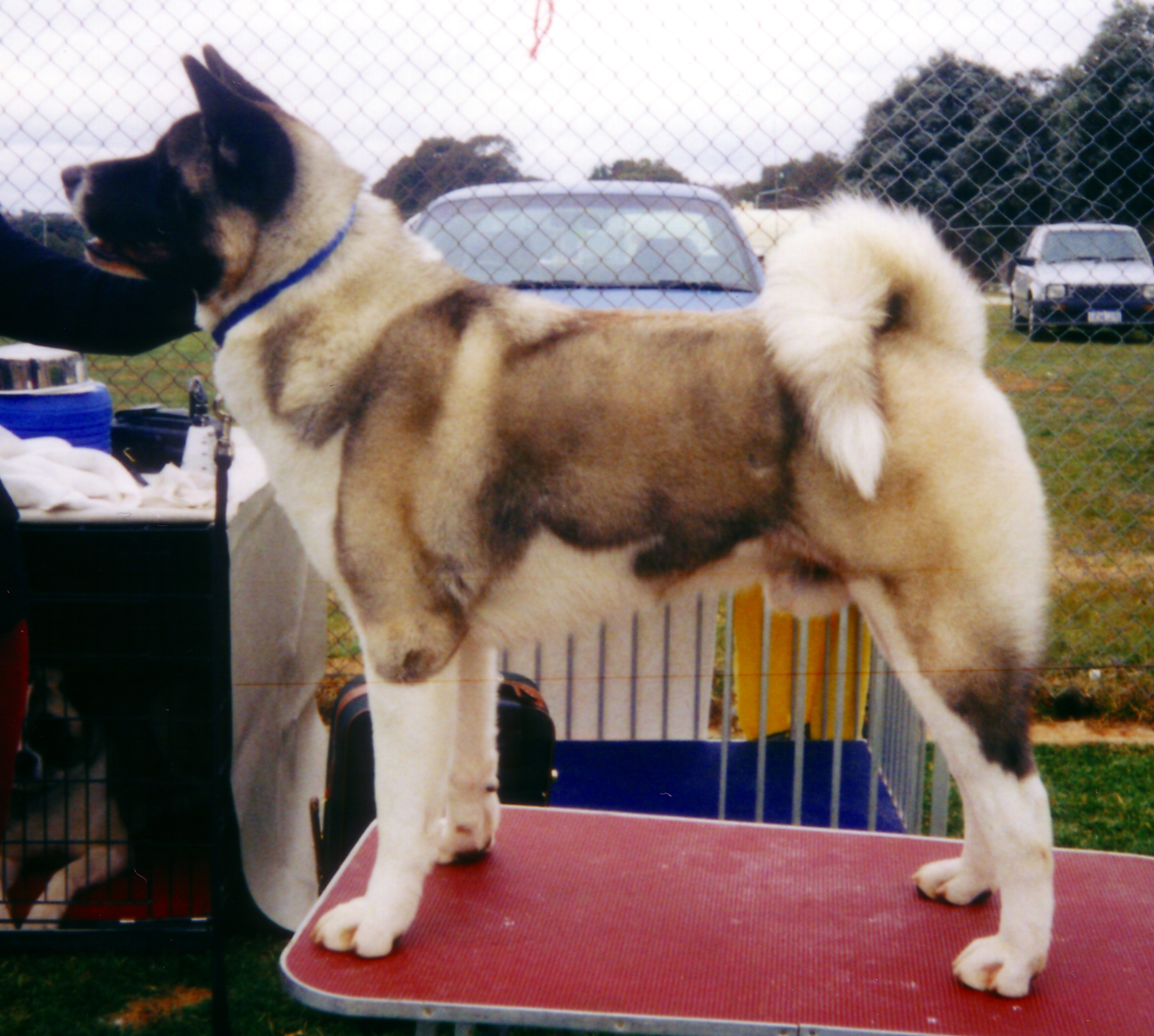
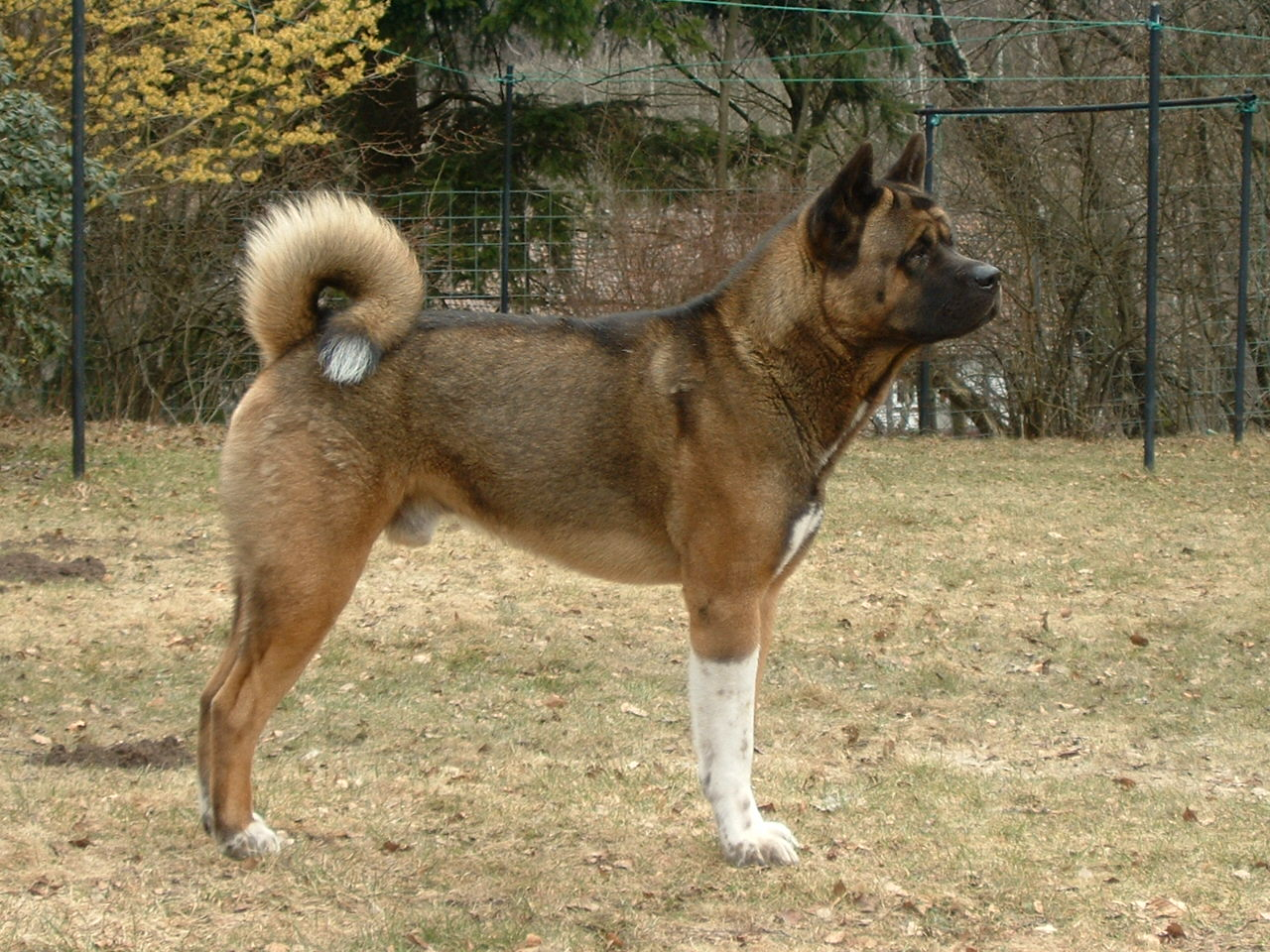
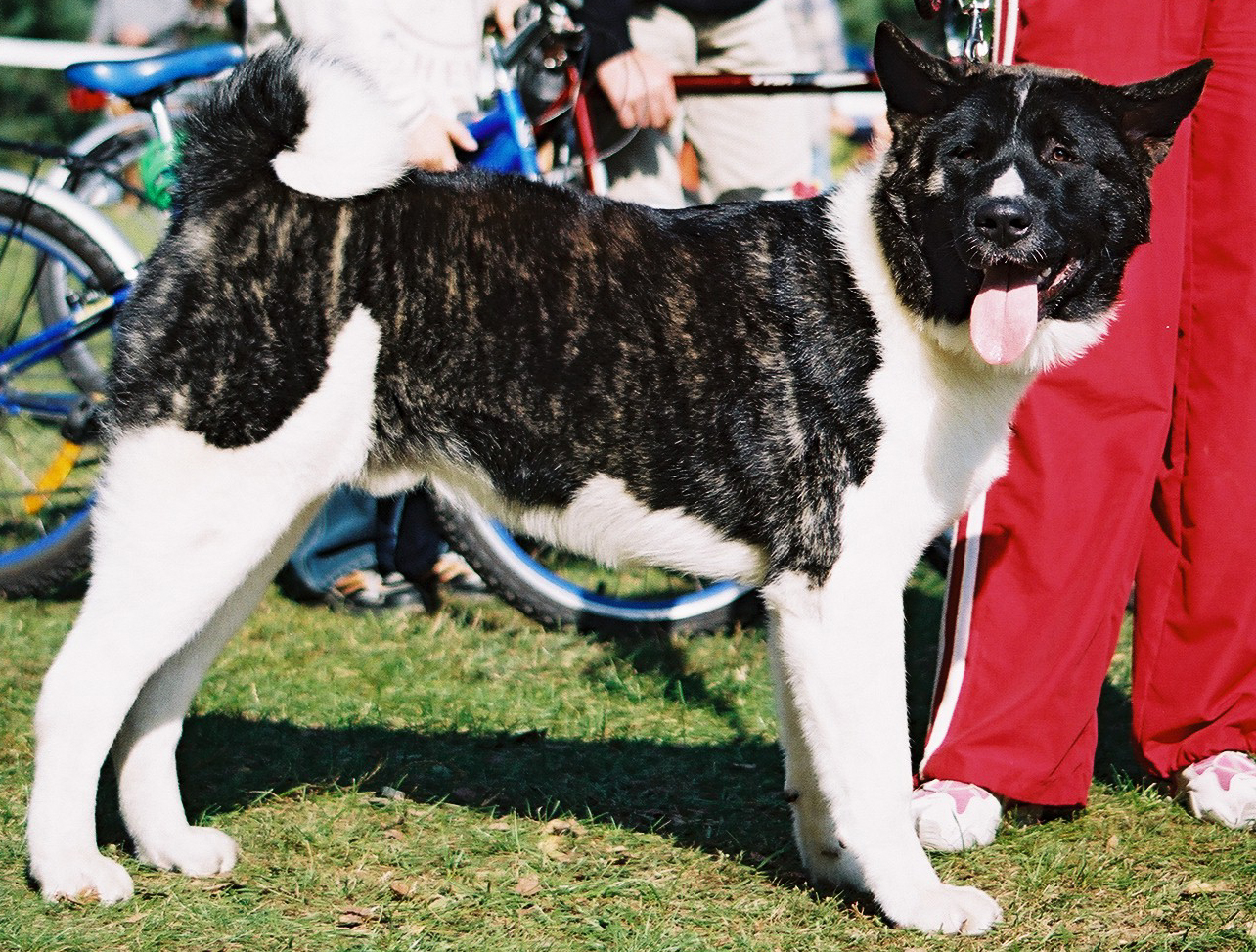
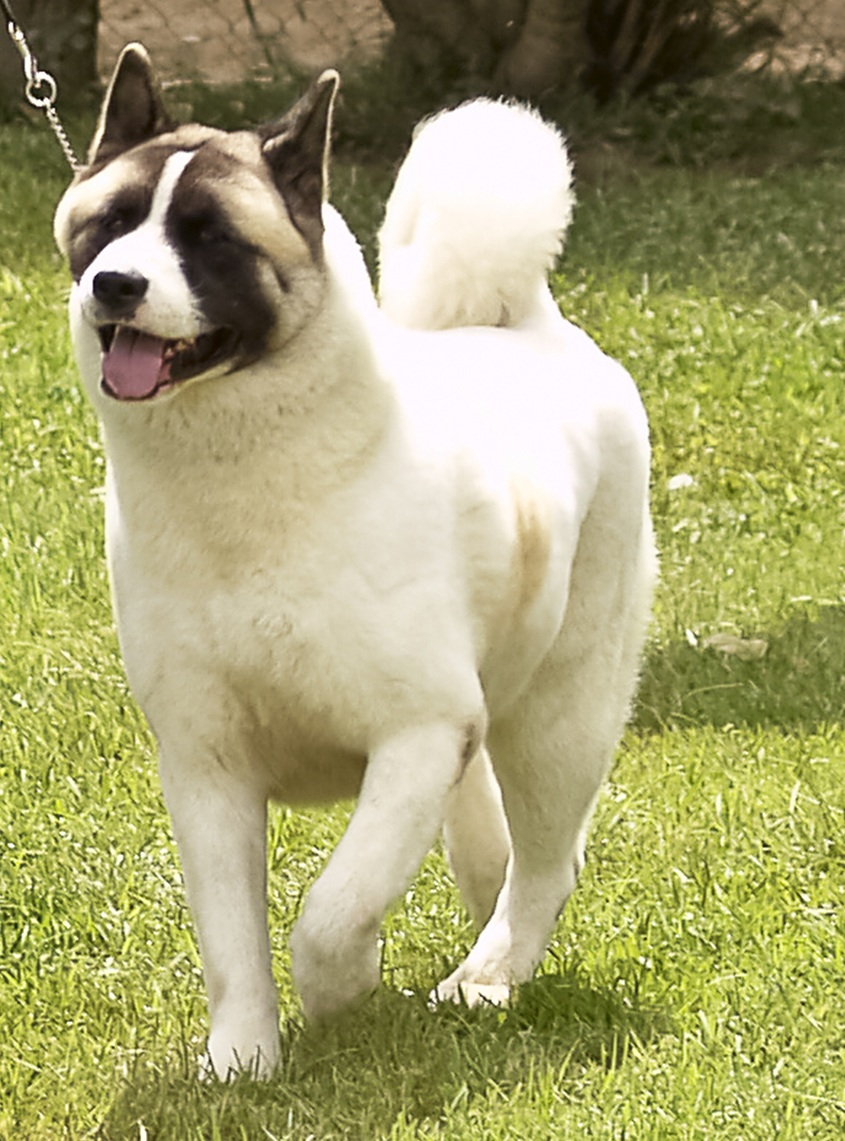
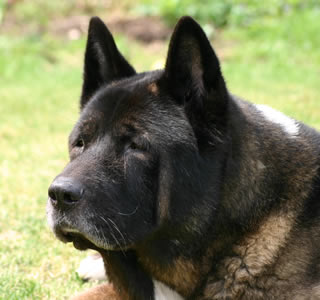
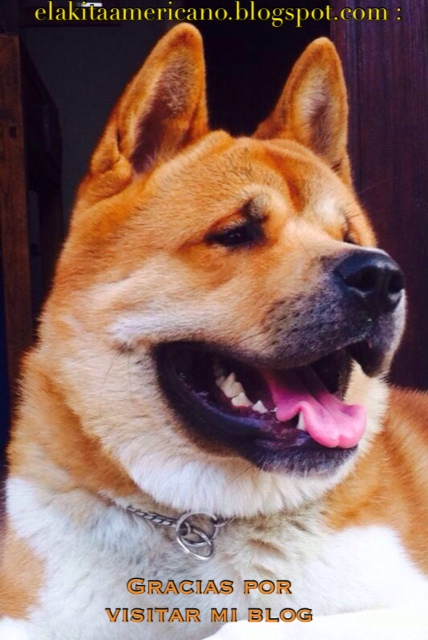
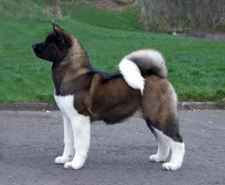
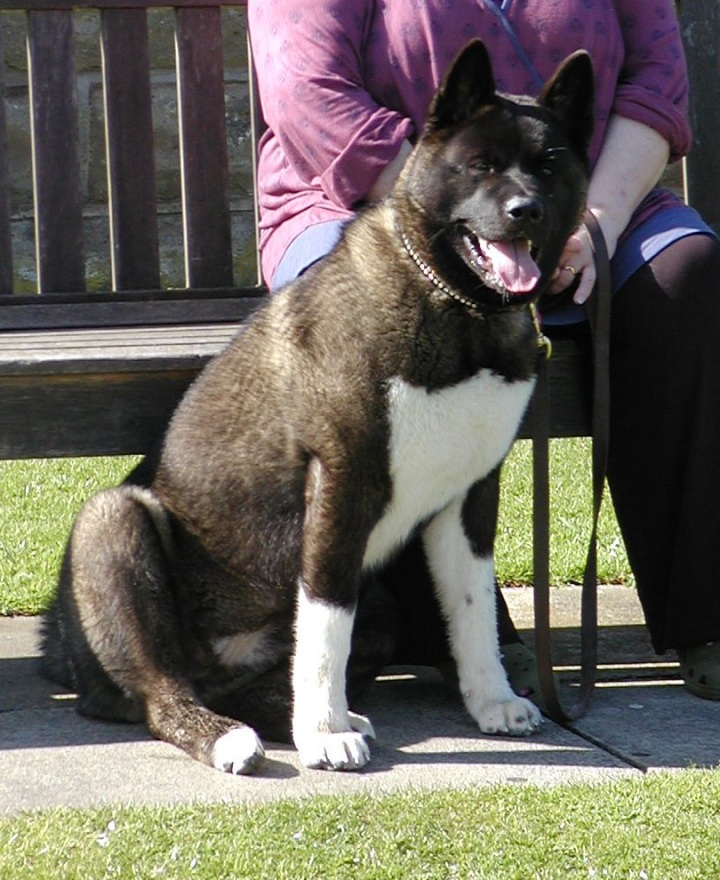